# Sovjetrepubliek Zwarte Zee
De sovjetrepubliek Zwarte Zee (Russisch: Черноморская Советская Республика) was een autonome republiek in de RSFSR. De republiek bestond van maart 1918 tot mei 1918.
De republiek ontstond uit de volksrepubliek Koeban en de republiek ging werd sanemgevoegd met de sovjetrepubliek Koeban tot de sovjetrepubliek Koeban-Zwarte Zee. De hoofdstad was Novorossiejsk.